# Delirious (catch)
William Hunter Johnston (né le 19 décembre 1980) est un catcheur américain plus connu sous le nom de Delirious. Il travaille actuellement à Impact Wrestling en tant que producteur.
Il est connu pour avoir travaillé à la Ring of Honor de 2004 à 2022 en tant que booker et catcheur occasionnel. Il est également chargé de la ROH Wrestling Academy, où il entraîne de jeunes catcheurs. Il est aussi un ancien vainqueur du Survival of the Fittest 2006.

## Carrière

### Ring of Honor (2004-2022)
Lors de ROH/NJPW Honor Rising: Japan 2018 - Tag 2, lui, Cheeseburger et Jushin Thunder Liger perdent contre Bullet Club (Bad Luck Fale, Tama Tonga et Tanga Loa) et ne remportent pas les NEVER Openweight 6-Man Tag Team Championship.

### Retour à Impact Wrestling (2022-...)
Le 23 septembre 2022, il fait son retour à Impact Wrestling, lors de Victory Road en perdant contre Mike Bailey et ne remporte pas le X Division Championship.
En juin 2023, il signe officiellement avec la compagnie en tant que producteur.

## Palmarès
- Action Packed Wrestling
  - 1 fois APW Champion

- Central States Wrestling
  - 1 fois CSW Cruiserweight Champion[3]

- CHIKARA
  - 1 fois CHIKARA Campeonatos de Parejas Champion[7] - avec Hallowicked (en)

- Independent Wrestling Association Mid-South
  - 2 fois IWA Mid-South Light Heavyweight Champion[7]
  - 5 fois ICW/ICWA Tex-Arkana Television Champion[7]

- International Wrestling Cartel
  - 2 fois IWC Super Indy Champion[7]

- NWA Midwest
  - 1 fois NWA Midwest X Division Champion[7]
  - Super Indy Tournament (2004)

- Pro Wrestling Noah
  - NTV G+ Cup Jr. Heavyweight Tag League Fighting Spirit Award (2011) avec Eddie Edwards

- Ring of Honor
  - Survival of the Fittest (2006)[7]

## Récompenses des magazines
- Pro Wrestling Illustrated

| Année | 2006 | 2007 | 2008 | 2009 | 2010 | 2011 | 2012 | 2013 |
| ----- | ---- | ---- | ---- | ---- | ---- | ---- | ---- | ---- |
| Rang  | 295  | 88   | 156  | 131  | 106  | 141  | 215  | 269  |